# Arkadiusz Woźniak
Arkadiusz Woźniak (Lubin, 1990. június 1. –) lengyel válogatott labdarúgó, jelenleg a Zagłębie Lubin játékosa, védő. 

## Pályafutása

### Klubcsapatokban
Woźniak szülővárosa csapatában, a Zagłębie Lubinban kezdett focizni. A felnőttek között 2010. március 14-én a Arka Gdynia ellen bajnoki mérkőzésen debütált. 2014-ben kölcsönbe került a Górnik Łęczna csapatához. 2018-ban ingyen igazolt a GKS Katowicéhez, majd aztán 2022-ben visszatért Lubinba.

### A válogatottban
Woźniak egy mérkőzésen lépett pályára a lengyel válogatottban, 2011. december 16-án Bosznia-Hercegovina elleni barátságos mérkőzésen, csereként.